# Francesco Guccini
Pour les articles homonymes, voir Guccini.
Francesco Guccini (né le 14 juin 1940 à Modène, en Émilie-Romagne) est un auteur-compositeur-interprète italien considéré comme l'un des plus importants cantautori. Au cours des cinq décennies de sa carrière musicale, il a enregistré 16 albums et collections en studio et 6 albums live. Il est aussi écrivain, ayant publié des romans autobiographiques et des romans noirs, ainsi que comique. Guccini a également travaillé comme acteur, compositeur de bandes sonores, lexicographe et dialectologue.

## Biographie
Francesco Guccini né à Modène le 14 juin 1940 s'installe à Pàvana pendant la Seconde Guerre mondiale, puis revient dans sa ville natale  où il passe son adolescence et établit sa carrière musicale. Son premier album, Folk beat n. 1, sort en 1967, mais le premier succès est en 1972 avec l'album Radici. Critiqué après la sortie de Stanze di vita quotidiana il a répondu à ses critiques avec la chanson L'avvelenata. La production de ses albums studio a ralenti dans les années 1990 et 2000, mais ses concerts live ont continué.
Ses textes ont été loués pour leur valeur poétique et littéraire et ont été utilisés dans les écoles  de poésie moderne. Guccini a gagné l'appréciation des critiques et des fans, qui le considèrent comme une figure emblématique. Il a reçu plusieurs prix pour ses travaux ; un astéroïde, une espèce de cactus et une sous-espèce de papillon ont été baptisés de son nom. L'instrument principal de la plupart de ses chansons est la guitare acoustique.
Personnage placé à gauche sur l'échiquier politique, bien que n'étant pas communiste, Guccini a traité des questions politiques et plus généralement du climat politique de son époque dans certaines chansons, comme La Locomotiva ou Eskimo.

## Discographie
- Folk beat n. 1, 1967 (album qui contient la chanson Auschwitz)
- Due anni dopo, 1970
- L'isola non trovata, 1970
- Radici, 1972
- Opera buffa, 1973
- Stanze di vita quotidiana, 1974
- Via Paolo Fabbri 43, 1976
- Amerigo, 1978
- Álbum concerto, 1979 live (avec Nomadi)
- Metropolis, 1981
- Guccini, 1983
- Fra la via Emilia e il west, 1984
- Signora Bovary, 1987
- ...quasi come Dumas..., 1989 live
- Quello che non..., 1990
- Parnassius Guccinii, 1993
- D'amore di morte e di altre sciocchezze, 1996
- Guccini live collection, 1998 live
- Stagioni, 2000
- Guccini live at RTSI, 2001 live
- Ritratti, 2004
- Sette veli intorno al re, 2004, pour enfants (avec Franco Battiato et Francesco De Gregori)
- Anfiteatro live, 2005
- Guccini Platinum Collection, 2006
- Storie di altre storie, 2010
- L'ultima Thule, 2012.

## Musiques de films
- 1977 : Nenè de Salvatore Samperi

## Publications
Liste en exhaustive
- Croniche Epifaniche, Feltrinelli, 1989,
- Vacca d'un cane, Feltrinelli, 1993,
- Racconti d'inverno, avec Giorgio Celli et Valerio Massimo Manfredi, Mondadori, 1994,
- La legge del bar e altre storie, Comix, 1996.
- Macaronì, avec Loriano Macchiavelli, Mondadori, 1997, (roman de genre noir).
- Un disco dei Platters, avec Loriano Macchiavelli, Mondadori, 1998 (roman de genre noir).
- Tralummescuro, Ballata per un paese al tramonto, Giunti Editore, 2019